# Cathy Podewell
Cathy Podewell (n. 26 ianuarie 1964) este o actriță americană, care a interpretat rolul Cally Harper Ewing în filmul serial distribuit de către CBS Dallas, în perioada 1988-1991.